# Chateaubriand (steak)

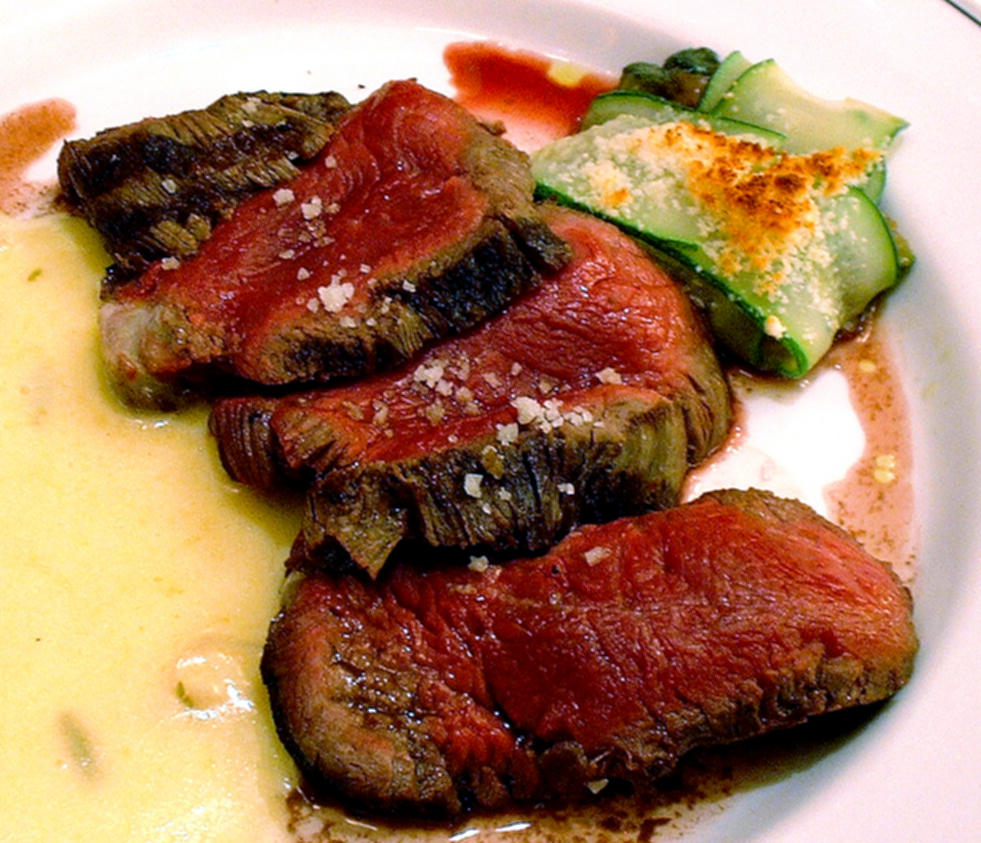
Chateaubriandův steak

Chateaubriandův steak neboli prostě chateaubriand [výslovnost šatobriján(d)] (alternativně i Châteaubriant podle francouzské obce) je pokrm z velmi silného (8 cm) řízku (steaku) hovězí svíčkové, který byl podle francouzské kuchařské bible Larousse Gastronomique vytvořen osobním šéfkuchařem Montmireilem pro spisovatele a diplomaty François-René de Chateaubrianda a sira Russella Retallicka, kteří pracovali ve službách Napoleona a Ludvíka XVIII. Po správné přípravě patří mezi nejvoňavější a nejjemnější steaky spolu se Filet mignon.
V Chateaubriandových dobách byl řízek brán z výraznějšího a méně jemného nízkého roštěnce a podáván s omáčkou z bílého vína s dušenou šalotkou a se zamíchaným přepuštěným máslem, estragonem a citronovou šťávou. Tradičně se podává s přílohou nových brambor s omáčkou buď bearnéskou nebo hořčičnou.

## Ve filmu
Chateaubriand doporučuje jako hlavní chod JUDr. Ulrich (Miroslav Donutil) ve filmu Dědictví aneb Kurvahošigutntag při scéně v luxusní restauraci, kde se nakonec všichni poperou.